# 2018–2019-es Európa-liga (csoportkör)
A 2018–2019-es Európa-liga csoportkörének mérkőzéseit 2018. szeptember 20. és december 13. között játszották le. A csoportkörben 48 csapat vett részt, melyből 24 csapat jutott tovább az egyenes kieséses szakaszba.

## Sorsolás
A csoportkör sorsolását 2018. augusztus 31-én tartották Monacóban.
A 48 csapatot 12 darab négycsapatos csoportba sorsolták. A csapatokat 4 kalapba sorolták be, az UEFA-együtthatójuk sorrendjében. Azonos nemzetű együttesek, illetve politikai okok miatt, az orosz és ukrán csapatok nem voltak sorsolhatók azonos csoportba.
Ezen felül az azonos nemzetű csapatokat négy csoportra nézve is szétosztották (A–F, G–L), a televíziós közvetítések miatt. A végleges menetrendet a sorsolás után, számítógéppel állították össze.
| Játéknap    | Mérkőzések   |
| ----------- | ------------ |
| 1. játéknap | 2 – 3, 4 – 1 |
| 2. játéknap | 1 – 2, 3 – 4 |
| 3. játéknap | 3 – 1, 2 – 4 |

| Játéknap    | Mérkőzések   |
| ----------- | ------------ |
| 4. játéknap | 1 – 3, 4 – 2 |
| 5. játéknap | 3 – 2, 1 – 4 |
| 6. játéknap | 2 – 1, 4 – 3 |

A menetrend összeállításakor az alábbi szempontokat is figyelembe vették: azonos városban játszó csapatok nem játszhatnak hazai pályán ugyanabban a fordulóban, valamint a "téli országokban" (pl. Oroszország) nem játszanak mérkőzést az utolsó játéknapon a hideg időjárás miatt.
A játéknapok: szeptember 20., október 4., október 25., november 8., november 29., december 13. A mérkőzések közép-európai idő szerint 18:55-kor és 21:00-kor kezdődtek.

## Csapatok
Az alábbi csapatok vettek részt a csoportkörben:
- 17 csapat ebben a körben lépett be
- 21 győztes csapat a rájátszásból (8 a bajnoki ágról, 13 a főágról)
- 6 vesztes csapat a UEFA-bajnokok ligája rájátszásából (4 a bajnoki ágról, 2 a nem bajnoki ágról)
- 4 vesztes csapat a UEFA-bajnokok ligája 3. selejtezőkörének nem bajnoki ágáról

| Csapat                   | Együttható |
| ------------------------ | ---------- |
| Sevilla FC (EL-F)        | 113,000    |
| Arsenal                  | 93,000     |
| Chelsea                  | 82,000     |
| Zenyit (EL-F)            | 78,000     |
| Bayer Leverkusen         | 66,000     |
| Dinamo Kijiv (BL-NB)     | 62,000     |
| Beşiktaş JK (EL-F)       | 57,000     |
| Red Bull Salzburg (BL-B) | 55,500     |
| Olimbiakósz (EL-F)       | 54,000     |
| Villarreal CF            | 52,000     |
| Anderlecht               | 48,000     |
| Lazio                    | 41,000     |

| Csapat                   | Együttható |
| ------------------------ | ---------- |
| Sporting CP              | 40,000     |
| Ludogorec Razgrad (EL-B) | 37,000     |
| FC København (EL-F)      | 34,000     |
| Olympique de Marseille   | 32,000     |
| Celtic (EL-B)            | 31,000     |
| PAÓK (BL-NB)             | 29,500     |
| AC Milan                 | 28,000     |
| KRC Genk (EL-F)          | 27,000     |
| Fenerbahçe SK (BL-3)     | 23,500     |
| FK Krasznodar            | 23,500     |
| Asztana FK (EL-B)        | 21,750     |
| Rapid Wien (EL-F)        | 21,500     |

| Csapat                       | Együttható |
| ---------------------------- | ---------- |
| Real Betis                   | 21,399     |
| Qarabağ (EL-B)               | 20,500     |
| BATE Bariszav (BL-B)         | 20,500     |
| Dinamo Zagreb (BL-B)         | 17,500     |
| RB Leipzig (EL-F)            | 17,000     |
| Eintracht Frankfurt          | 14,285     |
| Malmö FF (EL-B)              | 14,000     |
| Szpartak Moszkva (BL-3)      | 13,500     |
| Standard de Liège (BL-3)     | 12,500     |
| FC Zürich                    | 12,000     |
| Girondins de Bordeaux (EL-F) | 11,283     |
| Rennes                       | 11,283     |

| Csapat                 | Együttható |
| ---------------------- | ---------- |
| Apóllon Lemeszú (EL-F) | 10,000     |
| Rosenborg (EL-B)       | 9,000      |
| Vorszkla Poltava       | 8,226      |
| Slavia Praha (BL-3)    | 7,500      |
| Akhisar Belediyespor   | 7,160      |
| Baumit Jablonec        | 6,035      |
| AÉK Lárnakasz (EL-F)   | 4,310      |
| MOL Vidi (BL-B)        | 4,250      |
| Rangers (EL-F)         | 3,725      |
| F91 Dudelange (EL-B)   | 3,500      |
| Spartak Trnava (EL-B)  | 3,500      |
| Sarpsborg 08 (EL-F)    | 3,485      |

## Csoportok
A csoportokban a csapatok körmérkőzéses, oda-visszavágós rendszerben mérkőztek meg egymással. A csoportok első két helyezettje az egyenes kieséses szakaszba jutott.

### Sorrend meghatározása
Az UEFA versenyszabályzata alapján, ha két vagy több csapat a csoportmérkőzések után azonos pontszámmal állt, az alábbiak alapján kellett meghatározni a sorrendet (versenyszabályzat 16.01):
1. az azonosan álló csapatok mérkőzésein szerzett több pont
2. az azonosan álló csapatok mérkőzésein elért jobb gólkülönbség
3. az azonosan álló csapatok mérkőzésein szerzett több gól
4. az azonosan álló csapatok mérkőzésein idegenben szerzett több gól
5. ha kettőnél több csapat áll azonos pontszámmal, akkor az egymás elleni eredményeket mindaddig újra kell alkalmazni, amíg nem dönthető el a sorrend
6. az összes mérkőzésen elért jobb gólkülönbség
7. az összes mérkőzésen szerzett több gól
8. az összes mérkőzésen szerzett több idegenben szerzett gól
9. az összes mérkőzésen szerzett több győzelem
10. fair play pontszám (piros lap = 3 pont, sárga lap = 1 pont, kiállítás két sárga lap után = 3 pont);
11. jobb UEFA-együttható

Az időpontok közép-európai idő/közép-európai nyári idő szerint, zárójelben helyi idő szerint olvashatók.

### A csoport
| Hely. | Csapat            | M | Gy | D | V | G+ | G– | Gk | P  | Továbbjutás                                |     | LEV | ZUR | LAR | LUD |
| ----- | ----------------- | - | -- | - | - | -- | -- | -- | -- | ------------------------------------------ | --- | --- | --- | --- | --- |
| 1.    | Bayer Leverkusen  | 6 | 4  | 1 | 1 | 16 | 9  | +7 | 13 | Továbbjutott az egyenes kieséses szakaszba |     | —   | 1–0 | 4–2 | 1–1 |
| 2.    | FC Zürich         | 6 | 3  | 1 | 2 | 7  | 6  | +1 | 10 | Továbbjutott az egyenes kieséses szakaszba |     | 3–2 | —   | 1–2 | 1–0 |
| 3.    | AÉK Lárnakasz     | 6 | 1  | 2 | 3 | 6  | 12 | −6 | 5  |                                            |     | 1–5 | 0–1 | —   | 1–1 |
| 4.    | Ludogorec Razgrad | 6 | 0  | 4 | 2 | 5  | 7  | −2 | 4  |                                            | 2–3 | 1–1 | 0–0 | —   |     |

| 2018. szeptember 20. 21:00 (22:00 EEST) |

| AÉK Lárnakasz | 0–1               | FC Zürich              |
| ------------- | ----------------- | ---------------------- |
|               | (0–0) Jegyzőkönyv | Kololli 61' (11-esből) |

| GSZP Stadion, Nicosia Játékvezető: Jonathan Lardot (belga) |

| 2018. szeptember 20. 21:00 (22:00 EEST) |

| Ludogorec Razgrad        | 2–3               | Bayer Leverkusen                 |
| ------------------------ | ----------------- | -------------------------------- |
| Keșerü 8' Marcelinho 31' | (2–1) Jegyzőkönyv | Havertz 38' 69' Kiese Thelin 63' |

| Ludogorets Arena, Razgrad Játékvezető: Paolo Mazzoleni (olasz) |

| 2018. október 4. 18:55 |

| Bayer Leverkusen                        | 4–2               | AÉK Lárnakasz                 |
| --------------------------------------- | ----------------- | ----------------------------- |
| Havertz 44' Alario 49' 88' Brandt 90+2' | (1–1) Jegyzőkönyv | Tricskovszki 25' Raspas 90+1' |

| BayArena, Leverkusen Játékvezető: Ievgenii Aranovskyi (ukrán) |

| 2018. október 4. 18:55 |

| FC Zürich   | 1–0               | Ludogorec Razgrad |
| ----------- | ----------------- | ----------------- |
| Pálsson 84' | (0–0) Jegyzőkönyv |                   |

| Letzigrundstadion, Zürich Játékvezető: Juan Martínez Munuera (spanyol) |

| 2018. október 25. 18:55 |

| FC Zürich                            | 3–1               | Bayer Leverkusen  |
| ------------------------------------ | ----------------- | ----------------- |
| Marchesano 44' Domgjoni 59' Odey 78' | (1–0) Jegyzőkönyv | Bellarabi 50' 54' |

| Letzigrundstadion, Zürich Játékvezető: Aliyar Aghayev (azeri) |

| 2018. október 25. 18:55 (19:55 EEST) |

| AÉK Lárnakasz         | 1–1               | Ludogorec Razgrad |
| --------------------- | ----------------- | ----------------- |
| Larena 25' (11-esből) | (1–1) Jegyzőkönyv | Lukoki 7'         |

| GSZP Stadion, Nicosia Játékvezető: Enea Jorgji (albán) |

| 2018. november 8. 21:00 |

| Bayer Leverkusen | 1–0               | FC Zürich |
| ---------------- | ----------------- | --------- |
| Jedvaj 60'       | (0–0) Jegyzőkönyv |           |

| BayArena, Leverkusen Játékvezető: Paweł Gil (lengyel) |

| 2018. november 8. 21:00 (22:00 EET) |

| Ludogorec Razgrad | 0–0         | AÉK Lárnakasz |
| ----------------- | ----------- | ------------- |
|                   | Jegyzőkönyv |               |

| Ludogorets Arena, Razgrad Játékvezető: Ole Hobber Nilsen (norvég) |

| 2018. november 29. 18:55 |

| FC Zürich   | 1–2               | AÉK Lárnakasz                |
| ----------- | ----------------- | ---------------------------- |
| Khelifi 74' | (0–1) Jegyzőkönyv | Giannou 38' Tricskovszki 85' |

| Letzigrundstadion, Zürich Játékvezető: Aleksei Eskov (orosz) |

| 2018. november 29. 18:55 |

| Bayer Leverkusen | 1–1               | Ludogorec Razgrad |
| ---------------- | ----------------- | ----------------- |
| Weiser 85'       | (0–0) Jegyzőkönyv | Marcelinho 69'    |

| BayArena, Leverkusen Játékvezető: Dennis Higler (holland) |

| 2018. december 13. 21:00 (22:00 EET) |

| AÉK Lárnakasz | 1–5               | Bayer Leverkusen                                |
| ------------- | ----------------- | ----------------------------------------------- |
| Català 26'    | (1–2) Jegyzőkönyv | Kohr 28' 68' Alario 41' (11-esből) Paulinho 78' |

| GSZP Stadion, Nicosia Játékvezető: François Letexier (francia) |

| 2018. december 13. 21:00 (22:00 EET) |

| Ludogorec Razgrad | 1–1               | FC Zürich           |
| ----------------- | ----------------- | ------------------- |
| Świerczok 45+1'   | (1–1) Jegyzőkönyv | Forster 21' (öngól) |

| Ludogorets Arena, Razgrad Játékvezető: Kirill Levnikov (orosz) |

### B csoport
| Hely. | Csapat            | M | Gy | D | V | G+ | G– | Gk  | P  | Továbbjutás                                |     | SAL | CEL | RBL | ROS |
| ----- | ----------------- | - | -- | - | - | -- | -- | --- | -- | ------------------------------------------ | --- | --- | --- | --- | --- |
| 1.    | Red Bull Salzburg | 6 | 6  | 0 | 0 | 17 | 6  | +11 | 18 | Továbbjutott az egyenes kieséses szakaszba |     | —   | 3–1 | 1–0 | 3–0 |
| 2.    | Celtic            | 6 | 3  | 0 | 3 | 6  | 8  | −2  | 9  | Továbbjutott az egyenes kieséses szakaszba |     | 1–2 | —   | 2–1 | 1–0 |
| 3.    | RB Leipzig        | 6 | 2  | 1 | 3 | 9  | 8  | +1  | 7  |                                            |     | 2–3 | 2–0 | —   | 1–1 |
| 4.    | Rosenborg         | 6 | 0  | 1 | 5 | 4  | 14 | −10 | 1  |                                            | 2–5 | 0–1 | 1–3 | —   |     |

| 2018. szeptember 20. 21:00 |

| RB Leipzig             | 2–3               | Red Bull Salzburg                      |
| ---------------------- | ----------------- | -------------------------------------- |
| Laimer 70' Poulsen 82' | (0–2) Jegyzőkönyv | Dabour 20' Haidara 22' Gulbrandsen 89' |

| Red Bull Arena, Lipcse Játékvezető: Andreas Ekberg (svéd) |

| 2018. szeptember 20. 21:00 (20:00 BST) |

| Celtic        | 1–0               | Rosenborg |
| ------------- | ----------------- | --------- |
| Griffiths 87' | (0–0) Jegyzőkönyv |           |

| Celtic Park, Glasgow Játékvezető: Paweł Gil (lengyel) |

| 2018. október 4. 18:55 |

| Rosenborg  | 1–3               | RB Leipzig                        |
| ---------- | ----------------- | --------------------------------- |
| Jebali 79' | (0–1) Jegyzőkönyv | Augustin 12' Konaté 54' Cunha 61' |

| Lerkendal Stadion, Trondheim Játékvezető: Marco Guida (olasz) |

| 2018. október 4. 18:55 |

| Red Bull Salzburg                      | 3–1               | Celtic     |
| -------------------------------------- | ----------------- | ---------- |
| Dabour 55' 73' (11-esből) Minamino 61' | (0–1) Jegyzőkönyv | Édouard 2' |

| Red Bull Arena, Wals-Siezenheim Játékvezető: Serhiy Boyko (ukrán) |

| 2018. október 25. 18:55 |

| Red Bull Salzburg                  | 3–0               | Rosenborg |
| ---------------------------------- | ----------------- | --------- |
| Dabour 34' 59' (11-esből) Wolf 53' | (1–0) Jegyzőkönyv |           |

| Red Bull Arena, Wals-Siezenheim Játékvezető: Irfan Peljto (bosznia-hercegovinai) |

| 2018. október 25. 18:55 |

| RB Leipzig          | 2–0               | Celtic |
| ------------------- | ----------------- | ------ |
| Cunha 31' Bruma 35' | (2–0) Jegyzőkönyv |        |

| Red Bull Arena, Lipcse Játékvezető: Pavel Královec (cseh) |

| 2018. november 8. 21:00 |

| Rosenborg                | 2–5               | Red Bull Salzburg                                       |
| ------------------------ | ----------------- | ------------------------------------------------------- |
| Adegbenro 52' Jensen 62' | (0–4) Jegyzőkönyv | Minamino 6' 19' 45' Gulbrandsen 37' Hovland 57' (öngól) |

| Lerkendal Stadion, Trondheim Játékvezető: Aleksei Eskov (orosz) |

| 2018. november 8. 21:00 (20:00 GMT) |

| Celtic                  | 2–1               | RB Leipzig   |
| ----------------------- | ----------------- | ------------ |
| Tierney 11' Édouard 79' | (1–0) Jegyzőkönyv | Augustin 78' |

| Celtic Park, Glasgow Játékvezető: Xavier Estrada Fernández (spanyol) |

| 2018. november 29. 18:55 |

| Red Bull Salzburg | 1–0               | RB Leipzig |
| ----------------- | ----------------- | ---------- |
| Gulbrandsen 74'   | (0–0) Jegyzőkönyv |            |

| Red Bull Arena, Wals-Siezenheim Játékvezető: Orel Grinfeld (izraeli) |

| 2018. november 29. 18:55 |

| Rosenborg | 0–1               | Celtic       |
| --------- | ----------------- | ------------ |
|           | (0–1) Jegyzőkönyv | Sinclair 42' |

| Lerkendal Stadion, Trondheim Játékvezető: Halis Özkahya (török) |

| 2018. december 13. 21:00 |

| RB Leipzig | 1–1               | Rosenborg       |
| ---------- | ----------------- | --------------- |
| Cunha 47'  | (0–0) Jegyzőkönyv | Reginiussen 86' |

| Red Bull Arena, Lipcse Játékvezető: Serhiy Boyko (ukrán) |

| 2018. december 13. 21:00 (20:00 GMT) |

| Celtic       | 1–2               | Red Bull Salzburg          |
| ------------ | ----------------- | -------------------------- |
| Ntcham 90+5' | (0–0) Jegyzőkönyv | Dabour 67' Gulbrandsen 78' |

| Celtic Park, Glasgow Játékvezető: Ruddy Buquet (francia) |

### C csoport
| Hely. | Csapat                | M | Gy | D | V | G+ | G– | Gk | P  | Továbbjutás                                |     | ZEN | SLP | BOR | KOB |
| ----- | --------------------- | - | -- | - | - | -- | -- | -- | -- | ------------------------------------------ | --- | --- | --- | --- | --- |
| 1.    | Zenyit                | 6 | 3  | 2 | 1 | 6  | 5  | +1 | 11 | Továbbjutott az egyenes kieséses szakaszba |     | —   | 1–0 | 2–1 | 1–0 |
| 2.    | Slavia Praha          | 6 | 3  | 1 | 2 | 4  | 3  | +1 | 10 | Továbbjutott az egyenes kieséses szakaszba |     | 2–0 | —   | 1–0 | 0–0 |
| 3.    | Girondins de Bordeaux | 6 | 2  | 1 | 3 | 6  | 6  | 0  | 7  |                                            |     | 1–1 | 2–0 | —   | 1–2 |
| 4.    | FC København          | 6 | 1  | 2 | 3 | 3  | 5  | −2 | 5  |                                            | 1–1 | 0–1 | 0–1 | —   |     |

| 2018. szeptember 20. 21:00 |

| FC København | 1–1               | Zenyit  |
| ------------ | ----------------- | ------- |
| Sotiriou 63' | (0–1) Jegyzőkönyv | Mak 44' |

| Parken Stadion, Koppenhága Játékvezető: Georgi Kabakov (bolgár) |

| 2018. szeptember 20. 21:00 |

| Slavia Praha | 1–0               | Girondins de Bordeaux |
| ------------ | ----------------- | --------------------- |
| Zmrhal 35'   | (1–0) Jegyzőkönyv |                       |

| Eden Aréna, Prága Játékvezető: Bas Nijhuis (holland) |

| 2018. október 4. 18:55 |

| Girondins de Bordeaux | 1–2               | FC København            |
| --------------------- | ----------------- | ----------------------- |
| Sankharé 84'          | (0–1) Jegyzőkönyv | Sotiriou 42' Skov 90+2' |

| Nouveau Stade de Bordeaux, Bordeaux Játékvezető: Roi Reinshreiber (izraeli) |

| 2018. október 4. 18:55 (19:55 MSK) |

| Zenyit      | 1–0               | Slavia Praha |
| ----------- | ----------------- | ------------ |
| Kokorin 80' | (0–0) Jegyzőkönyv |              |

| Petrovszkij Stadion, Szentpétervár Játékvezető: Hüseyin Göçek (török) |

| 2018. október 25. 18:55 (19:55 MSK) |

| Zenyit                  | 2–1               | Girondins de Bordeaux |
| ----------------------- | ----------------- | --------------------- |
| Dzyuba 41' Kuzyayev 85' | (1–1) Jegyzőkönyv | Briand 26'            |

| Petrovszkij Stadion, Szentpétervár Játékvezető: Felix Brych (német) |

| 2018. október 25. 18:55 |

| FC København | 0–1               | Slavia Praha |
| ------------ | ----------------- | ------------ |
|              | (0–0) Jegyzőkönyv | Matoušek 46' |

| Parken Stadion, Koppenhága Játékvezető: Luca Banti (olasz) |

| 2018. november 8. 21:00 |

| Girondins de Bordeaux | 1–1               | Zenyit        |
| --------------------- | ----------------- | ------------- |
| Kamano 35' (11-esből) | (1–0) Jegyzőkönyv | Zabolotny 72' |

| Nouveau Stade de Bordeaux, Bordeaux Játékvezető: Harald Lechner (osztrák) |

| 2018. november 8. 21:00 |

| Slavia Praha | 0–0         | FC København |
| ------------ | ----------- | ------------ |
|              | Jegyzőkönyv |              |

| Eden Aréna, Prága Játékvezető: Mattias Gestranius (finn) |

| 2018. november 29. 18:55 (20:55 MSK) |

| Zenyit  | 1–0               | FC København |
| ------- | ----------------- | ------------ |
| Mak 59' | (0–0) Jegyzőkönyv |              |

| Petrovszkij Stadion, Szentpétervár Játékvezető: Slavko Vinčić (szlovén) |

| 2018. november 29. 18:55 |

| Girondins de Bordeaux        | 2–0               | Slavia Praha |
| ---------------------------- | ----------------- | ------------ |
| De Préville 49' Koundé 90+5' | (0–0) Jegyzőkönyv |              |

| Nouveau Stade de Bordeaux, Bordeaux Játékvezető: Fábio Veríssimo (portugál) |

| 2018. december 13. 21:00 |

| FC København | 0–1               | Girondins de Bordeaux |
| ------------ | ----------------- | --------------------- |
|              | (0–0) Jegyzőkönyv | Briand 73'            |

| Parken Stadion, Koppenhága Játékvezető: Hüseyin Göçek (török) |

| 2018. december 13. 21:00 |

| Slavia Praha         | 2–0               | Zenyit |
| -------------------- | ----------------- | ------ |
| Zmrhal 32' Stoch 41' | (2–0) Jegyzőkönyv |        |

| Eden Aréna, Prága Játékvezető: Andrew Dallas (skót) |

### D csoport
| Hely. | Csapat         | M | Gy | D | V | G+ | G– | Gk | P  | Továbbjutás                                |     | DZG | FEN | SPT | AND |
| ----- | -------------- | - | -- | - | - | -- | -- | -- | -- | ------------------------------------------ | --- | --- | --- | --- | --- |
| 1.    | Dinamo Zagreb  | 6 | 4  | 2 | 0 | 11 | 3  | +8 | 14 | Továbbjutott az egyenes kieséses szakaszba |     | —   | 4–1 | 3–1 | 0–0 |
| 2.    | Fenerbahçe SK  | 6 | 2  | 2 | 2 | 7  | 7  | 0  | 8  | Továbbjutott az egyenes kieséses szakaszba |     | 0–0 | —   | 2–0 | 2–0 |
| 3.    | Spartak Trnava | 6 | 2  | 1 | 3 | 4  | 7  | −3 | 7  |                                            |     | 1–2 | 1–0 | —   | 1–0 |
| 4.    | Anderlecht     | 6 | 0  | 3 | 3 | 2  | 7  | −5 | 3  |                                            | 0–2 | 2–2 | 0–0 | —   |     |

| 2018. szeptember 20. 21:00 |

| Spartak Trnava | 1–0               | Anderlecht |
| -------------- | ----------------- | ---------- |
| Oravec 79'     | (0–0) Jegyzőkönyv |            |

| Štadión Antona Malatinského, Nagyszombat Játékvezető: Kevin Clancy (skót) |

| 2018. szeptember 20. 21:00 |

| Dinamo Zagreb                        | 4–1               | Fenerbahçe SK  |
| ------------------------------------ | ----------------- | -------------- |
| Šunjić 16' Hajrović 27' 57' Olmo 60' | (2–0) Jegyzőkönyv | Neustädter 47' |

| Maksimir Stadion, Zágráb Játékvezető: Craig Pawson (angol) |

| 2018. október 4. 18:55 (19:55 TRT) |

| Fenerbahçe SK   | 2–0               | Spartak Trnava |
| --------------- | ----------------- | -------------- |
| Slimani 52' 69' | (0–0) Jegyzőkönyv |                |

| Şükrü Saracoğlu Stadion, Isztambul Játékvezető: Tobias Welz (német) |

| 2018. október 4. 18:55 |

| Anderlecht | 0–2               | Dinamo Zagreb                     |
| ---------- | ----------------- | --------------------------------- |
|            | (0–1) Jegyzőkönyv | Hajrović 19' (11-esből) Gojak 68' |

| Constant Vanden Stock Stadion, Brüsszel Játékvezető: Vladislav Bezborodov (orosz) |

| 2018. október 25. 18:55 |

| Anderlecht      | 2–2               | Fenerbahçe SK         |
| --------------- | ----------------- | --------------------- |
| Bakkali 35' 50' | (1–0) Jegyzőkönyv | Frey 53' Kaldırım 57' |

| Constant Vanden Stock Stadion, Brüsszel Játékvezető: Georgi Kabakov (bolgár) |

| 2018. október 25. 18:55 |

| Spartak Trnava | 1–2               | Dinamo Zagreb            |
| -------------- | ----------------- | ------------------------ |
| Ghorbani 32'   | (1–0) Jegyzőkönyv | Gavranović 64' Oršić 77' |

| Štadión Antona Malatinského, Nagyszombat Játékvezető: Jakob Kehlet (dán) |

| 2018. november 8. 16:50 (18:50 TRT) |

| Fenerbahçe SK         | 2–0               | Anderlecht |
| --------------------- | ----------------- | ---------- |
| Valbuena 71' Frey 74' | (0–0) Jegyzőkönyv |            |

| Şükrü Saracoğlu Stadion, Isztambul Játékvezető: Andreas Ekberg (svéd) |

| 2018. november 8. 21:00 |

| Dinamo Zagreb                          | 3–1               | Spartak Trnava     |
| -------------------------------------- | ----------------- | ------------------ |
| Gojak 22' Kadlec 36' (öngól) Oršić 79' | (2–0) Jegyzőkönyv | Chanturishvili 63' |

| Maksimir Stadion, Zágráb Játékvezető: Serhiy Boyko (ukrán) |

| 2018. november 29. 18:55 |

| Anderlecht | 0–0         | Spartak Trnava |
| ---------- | ----------- | -------------- |
|            | Jegyzőkönyv |                |

| Constant Vanden Stock Stadion, Brüsszel Játékvezető: Anastasios Papapetrou (görög) |

| 2018. november 29. 18:55 (20:55 TRT) |

| Fenerbahçe SK | 0–0         | Dinamo Zagreb |
| ------------- | ----------- | ------------- |
|               | Jegyzőkönyv |               |

| Şükrü Saracoğlu Stadion, Isztambul Játékvezető: Robert Schörgenhofer (osztrák) |

| 2018. december 13. 21:00 |

| Spartak Trnava | 1–0               | Fenerbahçe SK |
| -------------- | ----------------- | ------------- |
| Yilmaz 41'     | (1–0) Jegyzőkönyv |               |

| Štadión Antona Malatinského, Nagyszombat Játékvezető: José María Sánchez Martínez (spanyol) |

| 2018. december 13. 21:00 |

| Dinamo Zagreb | 0–0         | Anderlecht |
| ------------- | ----------- | ---------- |
|               | Jegyzőkönyv |            |

| Maksimir Stadion, Zágráb Játékvezető: Sandro Schärer (svájci) |

### E csoport
| Hely. | Csapat           | M | Gy | D | V | G+ | G– | Gk  | P  | Továbbjutás                                |     | ARS | SPO | VOR | QRB |
| ----- | ---------------- | - | -- | - | - | -- | -- | --- | -- | ------------------------------------------ | --- | --- | --- | --- | --- |
| 1.    | Arsenal          | 6 | 5  | 1 | 0 | 12 | 2  | +10 | 16 | Továbbjutott az egyenes kieséses szakaszba |     | —   | 0–0 | 4–2 | 1–0 |
| 2.    | Sporting CP      | 6 | 4  | 1 | 1 | 13 | 3  | +10 | 13 | Továbbjutott az egyenes kieséses szakaszba |     | 0–1 | —   | 3–0 | 2–0 |
| 3.    | Vorszkla Poltava | 6 | 1  | 0 | 5 | 4  | 13 | −9  | 3  |                                            |     | 0–3 | 1–2 | —   | 0–1 |
| 4.    | Qarabağ          | 6 | 1  | 0 | 5 | 2  | 13 | −11 | 3  |                                            | 0–3 | 1–6 | 0–1 | —   |     |

| 2018. szeptember 20. 21:00 (20:00 WEST) |

| Sporting CP             | 2–0               | Qarabağ |
| ----------------------- | ----------------- | ------- |
| Raphinha 54' Cabral 88' | (0–0) Jegyzőkönyv |         |

| Estádio José Alvalade, Lisszabon Játékvezető: François Letexier (francia) |

| 2018. szeptember 20. 21:00 (20:00 BST) |

| Arsenal                                 | 4–2               | Vorszkla Poltava            |
| --------------------------------------- | ----------------- | --------------------------- |
| Aubameyang 32' 56' Welbeck 48' Özil 74' | (1–0) Jegyzőkönyv | Chesnakov 77' Sharpar 90+3' |

| Emirates Stadion, London Játékvezető: Bart Vertenten (belga) |

| 2018. október 4. 18:55 (19:55 EEST) |

| Vorszkla Poltava | 1–2               | Sporting CP                |
| ---------------- | ----------------- | -------------------------- |
| Kulach 10'       | (1–0) Jegyzőkönyv | Montero 90+1' Cabral 90+3' |

| Oleksiy Butovsky Vorskla Stadium, Poltava Játékvezető: Nikola Dabanović (montenegrói) |

| 2018. október 4. 18:55 (20:55 AZT) |

| Qarabağ | 0–3               | Arsenal                                          |
| ------- | ----------------- | ------------------------------------------------ |
|         | (0–1) Jegyzőkönyv | Papastathopoulos 4' Smith Rowe 53' Guendouzi 80' |

| Tofik Bahramov Stadion, Baku Játékvezető: Davide Massa (olasz) |

| 2018. október 25. 18:55 (20:55 AZT) |

| Qarabağ | 0–1               | Vorszkla Poltava |
| ------- | ----------------- | ---------------- |
|         | (0–0) Jegyzőkönyv | Kulach 48'       |

| Tofik Bahramov Stadion, Baku Játékvezető: Roi Reinshreiber (izraeli) |

| 2018. október 25. 18:55 (17:55 WEST) |

| Sporting CP | 0–1               | Arsenal     |
| ----------- | ----------------- | ----------- |
|             | (0–0) Jegyzőkönyv | Welbeck 78' |

| Estádio José Alvalade, Lisszabon Játékvezető: Damir Skomina (szlovén) |

| 2018. november 8. 21:00 (22:00 EET) |

| Vorszkla Poltava | 0–1               | Qarabağ                   |
| ---------------- | ----------------- | ------------------------- |
|                  | (0–1) Jegyzőkönyv | Abdullayev 13' (11-esből) |

| Oleksiy Butovsky Vorskla Stadium, Poltava Játékvezető: Sandro Schärer (svájci) |

| 2018. november 8. 21:00 (20:00 GMT) |

| Arsenal | 0–0         | Sporting CP |
| ------- | ----------- | ----------- |
|         | Jegyzőkönyv |             |

| Emirates Stadion, London Játékvezető: Gediminas Mažeika (litván) |

| 2018. november 29. 18:55 (21:55 AZT) |

| Qarabağ    | 1–6               | Sporting CP                                                 |
| ---------- | ----------------- | ----------------------------------------------------------- |
| Zoubir 14' | (1–3) Jegyzőkönyv | Dost 5' (11-esből) Fernandes 20' 75' Nani 33' Diaby 65' 82' |

| Tofik Bahramov Stadion, Baku Játékvezető: Petr Ardeleánu (cseh) |

| 2018. november 29. 18:55 (19:55 EET) |

| Vorszkla Poltava | 0–3               | Arsenal                                          |
| ---------------- | ----------------- | ------------------------------------------------ |
|                  | (0–3) Jegyzőkönyv | Smith Rowe 11' Ramsey 27' (11-esből) Willock 41' |

| Oleksiy Butovsky Vorskla Stadium, Poltava Játékvezető: Bartosz Frankowski (lengyel) |

| 2018. december 13. 21:00 (20:00 WET) |

| Sporting CP                                    | 3–0               | Vorszkla Poltava |
| ---------------------------------------------- | ----------------- | ---------------- |
| Montero 17' Miguel Luís 35' Dallku 44' (öngól) | (3–0) Jegyzőkönyv |                  |

| Estádio José Alvalade, Lisszabon Játékvezető: Manuel Schüttengruber (osztrák) |

| 2018. december 13. 21:00 (20:00 GMT) |

| Arsenal       | 1–0               | Qarabağ |
| ------------- | ----------------- | ------- |
| Lacazette 17' | (1–0) Jegyzőkönyv |         |

| Emirates Stadion, London Játékvezető: Jens Maae (dán) |

### F csoport
| Hely. | Csapat        | M | Gy | D | V | G+ | G– | Gk  | P  | Továbbjutás                                |     | BET | OLY | MIL | DUD |
| ----- | ------------- | - | -- | - | - | -- | -- | --- | -- | ------------------------------------------ | --- | --- | --- | --- | --- |
| 1.    | Real Betis    | 6 | 3  | 3 | 0 | 7  | 2  | +5  | 12 | Továbbjutott az egyenes kieséses szakaszba |     | —   | 1–0 | 1–1 | 3–0 |
| 2.    | Olimbiakósz   | 6 | 3  | 1 | 2 | 11 | 6  | +5  | 10 | Továbbjutott az egyenes kieséses szakaszba |     | 0–0 | —   | 3–1 | 5–1 |
| 3.    | AC Milan      | 6 | 3  | 1 | 2 | 12 | 9  | +3  | 10 |                                            |     | 1–2 | 3–1 | —   | 5–2 |
| 4.    | F91 Dudelange | 6 | 0  | 1 | 5 | 3  | 16 | −13 | 1  |                                            | 0–0 | 0–2 | 0–1 | —   |     |

| 2018. szeptember 20. 21:00 |

| F91 Dudelange | 0–1               | AC Milan    |
| ------------- | ----------------- | ----------- |
|               | (0–0) Jegyzőkönyv | Higuaín 59' |

| Stade Josy Barthel, Luxembourg Játékvezető: Srđan Jovanović (szerb) |

| 2018. szeptember 20. 21:00 (22:00 EEST) |

| Olimbiakósz | 0–0         | Real Betis |
| ----------- | ----------- | ---------- |
|             | Jegyzőkönyv |            |

| Karaiszkákisz Stadion, Pireusz Játékvezető: Daniel Stefański (lengyel) |

| 2018. október 4. 18:55 |

| Real Betis                          | 3–0               | F91 Dudelange |
| ----------------------------------- | ----------------- | ------------- |
| Sanabria 56' Lo Celso 80' Tello 88' | (0–0) Jegyzőkönyv |               |

| Benito Villamarín Stadion, Sevilla Játékvezető: Andrew Dallas (skót) |

| 2018. október 4. 18:55 |

| AC Milan                    | 3–1               | Olimbiakósz  |
| --------------------------- | ----------------- | ------------ |
| Cutrone 70' 79' Higuaín 76' | (0–1) Jegyzőkönyv | Guerrero 14' |

| San Siro, Milánó Játékvezető: Bobby Madden (skót) |

| 2018. október 25. 18:55 |

| AC Milan    | 1–2               | Real Betis                |
| ----------- | ----------------- | ------------------------- |
| Cutrone 83' | (0–1) Jegyzőkönyv | Sanabria 30' Lo Celso 55' |

| San Siro, Milánó Játékvezető: Bas Nijhuis (holland) |

| 2018. október 25. 18:55 |

| F91 Dudelange | 0–2               | Olimbiakósz                        |
| ------------- | ----------------- | ---------------------------------- |
|               | (0–0) Jegyzőkönyv | Torosidis 66' Jordanov 81' (öngól) |

| Stade Josy Barthel, Luxembourg Játékvezető: Hüseyin Göçek (török) |

| 2018. november 8. 21:00 |

| Real Betis   | 1–1               | AC Milan |
| ------------ | ----------------- | -------- |
| Lo Celso 12' | (1–0) Jegyzőkönyv | Suso 62' |

| Benito Villamarín Stadion, Sevilla Játékvezető: Craig Pawson (angol) |

| 2018. november 8. 21:00 (22:00 EET) |

| Olimbiakósz                                                      | 5–1               | F91 Dudelange |
| ---------------------------------------------------------------- | ----------------- | ------------- |
| Torosidis 6' Fortounis 15' 36' Christodoulopoulos 26' Hassan 71' | (4–0) Jegyzőkönyv | Sinani 69'    |

| Karaiszkákisz Stadion, Pireusz Játékvezető: Petr Ardeleánu (cseh) |

| 2018. november 29. 18:55 |

| AC Milan                                                                      | 5–2               | F91 Dudelange        |
| ----------------------------------------------------------------------------- | ----------------- | -------------------- |
| Cutrone 21' Stélvio 66' (öngól) Çalhanoğlu 70' Schnell 78' (öngól) Borini 81' | (1–1) Jegyzőkönyv | Stolz 39' Turpel 49' |

| San Siro, Milánó Játékvezető: Vladislav Bezborodov (orosz) |

| 2018. november 29. 18:55 |

| Real Betis  | 1–0               | Olimbiakósz |
| ----------- | ----------------- | ----------- |
| Canales 39' | (1–0) Jegyzőkönyv |             |

| Benito Villamarín Stadion, Sevilla Játékvezető: Szergej Karaszjov (orosz) |

| 2018. december 13. 21:00 |

| F91 Dudelange | 0–0         | Real Betis |
| ------------- | ----------- | ---------- |
|               | Jegyzőkönyv |            |

| Stade Josy Barthel, Luxembourg Játékvezető: Peter Kralovič (szlovák) |

| 2018. december 13. 21:00 (22:00 EET) |

| Olimbiakósz                                           | 3–1               | AC Milan   |
| ----------------------------------------------------- | ----------------- | ---------- |
| Cissé 60' Zapata 70' (öngól) Fortounis 81' (11-esből) | (0–0) Jegyzőkönyv | Zapata 72' |

| Karaiszkákisz Stadion, Pireusz Játékvezető: Benoît Bastien (francia) |

### G csoport
| Hely. | Csapat           | M | Gy | D | V | G+ | G– | Gk | P  | Továbbjutás                                |     | VIL | RW  | RAN | SPM |
| ----- | ---------------- | - | -- | - | - | -- | -- | -- | -- | ------------------------------------------ | --- | --- | --- | --- | --- |
| 1.    | Villarreal CF    | 6 | 2  | 4 | 0 | 12 | 5  | +7 | 10 | Továbbjutott az egyenes kieséses szakaszba |     | —   | 5–0 | 2–2 | 2–0 |
| 2.    | Rapid Wien       | 6 | 3  | 1 | 2 | 6  | 9  | −3 | 10 | Továbbjutott az egyenes kieséses szakaszba |     | 0–0 | —   | 1–0 | 2–0 |
| 3.    | Rangers          | 6 | 1  | 3 | 2 | 8  | 8  | 0  | 6  |                                            |     | 0–0 | 3–1 | —   | 0–0 |
| 4.    | Szpartak Moszkva | 6 | 1  | 2 | 3 | 8  | 12 | −4 | 5  |                                            | 3–3 | 1–2 | 4–3 | —   |     |

1. 1 2  Egymás elleni pontok: Villarreal 4, Rapid Wien 1.

| 2018. szeptember 20. 18:55 |

| Villarreal CF       | 2–2               | Rangers                  |
| ------------------- | ----------------- | ------------------------ |
| Bacca 1' Gerard 69' | (1–0) Jegyzőkönyv | Arfield 67' Lafferty 76' |

| Estadio El Madrigal, Villarreal Játékvezető: Kovács István (román) |

| 2018. szeptember 20. 18:55 |

| Rapid Wien                     | 2–0               | Szpartak Moszkva |
| ------------------------------ | ----------------- | ---------------- |
| Timofeyev 50' (öngól) Murg 68' | (0–0) Jegyzőkönyv |                  |

| Allianz Stadion, Bécs Játékvezető: Sandro Schärer (svájci) |

| 2018. október 4. 21:00 (22:00 MSK) |

| Szpartak Moszkva                     | 3–3               | Villarreal CF                                   |
| ------------------------------------ | ----------------- | ----------------------------------------------- |
| Zé Luís 34' (11-esből) Melgarejo 85' | (1–1) Jegyzőkönyv | Ekambi 13' Fornals 49' Cazorla 90+6' (11-esből) |

| Otkrityije Aréna, Moszkva Játékvezető: Daniel Siebert (német) |

| 2018. október 4. 21:00 (20:00 BST) |

| Rangers                                    | 3–1               | Rapid Wien  |
| ------------------------------------------ | ----------------- | ----------- |
| Morelos 44' 90+4' Tavernier 84' (11-esből) | (1–1) Jegyzőkönyv | Berisha 42' |

| Ibrox Stadion, Glasgow Játékvezető: Ruddy Buquet (francia) |

| 2018. október 25. 21:00 (20:00 BST) |

| Rangers | 0–0         | Szpartak Moszkva |
| ------- | ----------- | ---------------- |
|         | Jegyzőkönyv |                  |

| Ibrox Stadion, Glasgow Játékvezető: Kevin Blom (holland) |

| 2018. október 25. 21:00 |

| Villarreal CF                                                     | 5–0               | Rapid Wien |
| ----------------------------------------------------------------- | ----------------- | ---------- |
| Fornals 26' Toko Ekambi 30' Barać 45' (öngól) Raba 63' Gerard 85' | (3–0) Jegyzőkönyv |            |

| Estadio El Madrigal, Villarreal Játékvezető: Halis Özkahya (török) |

| 2018. november 8. 18:55 (20:55 MSK) |

| Szpartak Moszkva                                             | 4–3               | Rangers                                        |
| ------------------------------------------------------------ | ----------------- | ---------------------------------------------- |
| Melgarejo 22' Goldson 35' (öngól) Luiz Adriano 58' Hanni 59' | (2–3) Jegyzőkönyv | Eremenko 5' (öngól) Candeias 27' Middleton 41' |

| Otkrityije Aréna, Moszkva Játékvezető: Ivan Bebek (horvát) |

| 2018. november 8. 18:55 |

| Rapid Wien | 0–0         | Villarreal CF |
| ---------- | ----------- | ------------- |
|            | Jegyzőkönyv |               |

| Allianz Stadion, Bécs Játékvezető: Srđan Jovanović (szerb) |

| 2018. november 29. 16:50 (18:50 MSK) |

| Szpartak Moszkva | 1–2               | Rapid Wien                     |
| ---------------- | ----------------- | ------------------------------ |
| Zé Luís 20'      | (1–0) Jegyzőkönyv | Müldür 80' Schobesberger 90+1' |

| Otkrityije Aréna, Moszkva Játékvezető: Paweł Gil (lengyel) |

| 2018. november 29. 21:00 (20:00 GMT) |

| Rangers | 0–0         | Villarreal CF |
| ------- | ----------- | ------------- |
|         | Jegyzőkönyv |               |

| Ibrox Stadion, Glasgow Játékvezető: Matej Jug (szlovén) |

| 2018. december 13. 18:55 |

| Villarreal CF                 | 2–0               | Szpartak Moszkva |
| ----------------------------- | ----------------- | ---------------- |
| Chukwueze 11' Toko Ekambi 48' | (1–0) Jegyzőkönyv |                  |

| Estadio El Madrigal, Villarreal Játékvezető: Andris Treimanis (lett) |

| 2018. december 13. 18:55 |

| Rapid Wien   | 1–0               | Rangers |
| ------------ | ----------------- | ------- |
| Ljubicic 84' | (0–0) Jegyzőkönyv |         |

| Allianz Stadion, Bécs Játékvezető: Paolo Mazzoleni (olasz) |

### H csoport
| Hely. | Csapat                 | M | Gy | D | V | G+ | G– | Gk  | P  | Továbbjutás                                |     | FRA | LAZ | APL | MAR |
| ----- | ---------------------- | - | -- | - | - | -- | -- | --- | -- | ------------------------------------------ | --- | --- | --- | --- | --- |
| 1.    | Eintracht Frankfurt    | 6 | 6  | 0 | 0 | 17 | 5  | +12 | 18 | Továbbjutott az egyenes kieséses szakaszba |     | —   | 4–1 | 2–0 | 4–0 |
| 2.    | Lazio                  | 6 | 3  | 0 | 3 | 9  | 11 | −2  | 9  | Továbbjutott az egyenes kieséses szakaszba |     | 1–2 | —   | 2–1 | 2–1 |
| 3.    | Apóllon Lemeszú        | 6 | 2  | 1 | 3 | 10 | 10 | 0   | 7  |                                            |     | 2–3 | 2–0 | —   | 2–2 |
| 4.    | Olympique de Marseille | 6 | 0  | 1 | 5 | 6  | 16 | −10 | 1  |                                            | 1–2 | 1–3 | 1–3 | —   |     |

| 2018. szeptember 20. 18:55 |

| Olympique de Marseille | 1–2               | Eintracht Frankfurt |
| ---------------------- | ----------------- | ------------------- |
| Ocampos 3'             | (1–0) Jegyzőkönyv | Torró 52' Jović 89' |

| Stade Vélodrome, Marseille Játékvezető: Matej Jug (szlovén) |

| 2018. szeptember 20. 18:55 |

| Lazio                                    | 2–1               | Apóllon Lemeszú |
| ---------------------------------------- | ----------------- | --------------- |
| Luis Alberto 14' Immobile 84' (11-esből) | (1–0) Jegyzőkönyv | Zelaya 87'      |

| Olimpiai Stadion, Róma Játékvezető: Aliyar Aghayev (azeri) |

| 2018. október 4. 21:00 (22:00 EEST) |

| Apóllon Lemeszú           | 2–2               | Olympique de Marseille     |
| ------------------------- | ----------------- | -------------------------- |
| Marković 74' Zelaya 90+1' | (0–0) Jegyzőkönyv | Payet 50' Luiz Gustavo 67' |

| GSZP Stadion, Nicosia Játékvezető: Harald Lechner (osztrák) |

| 2018. október 4. 21:00 |

| Eintracht Frankfurt                    | 4–1               | Lazio      |
| -------------------------------------- | ----------------- | ---------- |
| Da Costa 4' 90+4' Kostić 28' Jović 52' | (2–1) Jegyzőkönyv | Parolo 23' |

| Commerzbank-Arena, Frankfurt Játékvezető: Serdar Gözübüyük (holland) |

| 2018. október 25. 21:00 |

| Eintracht Frankfurt   | 2–0               | Apóllon Lemeszú |
| --------------------- | ----------------- | --------------- |
| Kostić 13' Haller 32' | (2–0) Jegyzőkönyv |                 |

| Commerzbank-Arena, Frankfurt Játékvezető: Szergej Ivanov (orosz) |

| 2018. október 25. 21:00 |

| Olympique de Marseille | 1–3               | Lazio                               |
| ---------------------- | ----------------- | ----------------------------------- |
| Payet 86'              | (0–1) Jegyzőkönyv | Wallace 10' Caicedo 59' Marušić 90' |

| Stade Vélodrome, Marseille Játékvezető: Jesús Gil Manzano (spanyol) |

| 2018. november 8. 18:55 (19:55 EET) |

| Apóllon Lemeszú             | 2–3               | Eintracht Frankfurt                |
| --------------------------- | ----------------- | ---------------------------------- |
| Zelaya 71' 90+4' (11-esből) | (0–1) Jegyzőkönyv | Jović 17' Haller 55' Gaćinović 58' |

| GSZP Stadion, Nicosia Játékvezető: Tiago Martins (portugál) |

| 2018. november 8. 18:55 |

| Lazio                   | 2–1               | Olympique de Marseille |
| ----------------------- | ----------------- | ---------------------- |
| Parolo 45+1' Correa 55' | (1–0) Jegyzőkönyv | Thauvin 60'            |

| Olimpiai Stadion, Róma Játékvezető: Vladislav Bezborodov (orosz) |

| 2018. november 29. 21:00 |

| Eintracht Frankfurt                                    | 4–0               | Olympique de Marseille |
| ------------------------------------------------------ | ----------------- | ---------------------- |
| Jović 2' 67' Luiz Gustavo 17' (öngól) Sarr 62' (öngól) | (2–0) Jegyzőkönyv |                        |

| Commerzbank-Arena, Frankfurt Játékvezető: John Beaton (skót) |

| 2018. november 29. 21:00 (22:00 EET) |

| Apóllon Lemeszú          | 2–0               | Lazio |
| ------------------------ | ----------------- | ----- |
| Faupala 31' Marković 82' | (1–0) Jegyzőkönyv |       |

| GSZP Stadion, Nicosia Játékvezető: Roi Reinshreiber (izraeli) |

| 2018. december 13. 18:55 |

| Olympique de Marseille | 1–3               | Apóllon Lemeszú                         |
| ---------------------- | ----------------- | --------------------------------------- |
| Thauvin 11'            | (1–2) Jegyzőkönyv | Maglica 8' (11-esből) 30' Stylianou 56' |

| Stade Vélodrome, Marseille Játékvezető: Radu Petrescu (román) |

| 2018. december 13. 18:55 |

| Lazio      | 1–2               | Eintracht Frankfurt      |
| ---------- | ----------------- | ------------------------ |
| Correa 56' | (0–0) Jegyzőkönyv | Gaćinović 65' Haller 71' |

| Olimpiai Stadion, Róma Játékvezető: Halil Umut Meler (török) |

### I csoport
| Hely. | Csapat       | M | Gy | D | V | G+ | G– | Gk | P  | Továbbjutás                                |     | GNK | MAL | BES | SRP |
| ----- | ------------ | - | -- | - | - | -- | -- | -- | -- | ------------------------------------------ | --- | --- | --- | --- | --- |
| 1.    | KRC Genk     | 6 | 3  | 2 | 1 | 14 | 8  | +6 | 11 | Továbbjutott az egyenes kieséses szakaszba |     | —   | 2–0 | 1–1 | 4–0 |
| 2.    | Malmö FF     | 6 | 2  | 3 | 1 | 7  | 6  | +1 | 9  | Továbbjutott az egyenes kieséses szakaszba |     | 2–2 | —   | 2–0 | 1–1 |
| 3.    | Beşiktaş JK  | 6 | 2  | 1 | 3 | 9  | 11 | −2 | 7  |                                            |     | 2–4 | 0–1 | —   | 3–1 |
| 4.    | Sarpsborg 08 | 6 | 1  | 2 | 3 | 8  | 13 | −5 | 5  |                                            | 3–1 | 1–1 | 2–3 | —   |     |

| 2018. szeptember 20. 18:55 (19:55 TRT) |

| Beşiktaş JK                 | 3–1               | Sarpsborg 08       |
| --------------------------- | ----------------- | ------------------ |
| Babel 51' Roco 69' Lens 82' | (0–0) Jegyzőkönyv | Zachariassen 90+4' |

| Vodafone Park, Isztambul Játékvezető: Bognár Tamás (magyar) |

| 2018. szeptember 20. 18:55 |

| KRC Genk                 | 2–0               | Malmö FF |
| ------------------------ | ----------------- | -------- |
| TrosSRPd 37' Samatta 71' | (1–0) Jegyzőkönyv |          |

| Luminus Arena, Genk Játékvezető: Aleksei Eskov (orosz) |

| 2018. október 4. 21:00 |

| Malmö FF                                   | 2–0               | Beşiktaş JK |
| ------------------------------------------ | ----------------- | ----------- |
| Erkin 53' (öngól) Rosenberg 76' (11-esből) | (0–0) Jegyzőkönyv |             |

| Swedbank Stadion, Malmö Játékvezető: Alekszandar Sztavrev (macedón) |

| 2018. október 4. 21:00 |

| Sarpsborg 08                      | 3–1               | KRC Genk     |
| --------------------------------- | ----------------- | ------------ |
| Mortensen 6' 63' Zachariassen 54' | (1–0) Jegyzőkönyv | TrosSRPd 49' |

| Sarpsborg Stadion, Sarpsborg Játékvezető: Ivan Bebek (horvát) |

| 2018. október 25. 21:00 |

| Sarpsborg 08  | 1–1               | Malmö FF     |
| ------------- | ----------------- | ------------ |
| Halvorsen 87' | (0–0) Jegyzőkönyv | Vindheim 79' |

| Játékvezető: Paweł Raczkowski (lengyel) |

| 2018. október 25. 21:00 (22:00 TRT) |

| Beşiktaş JK         | 2–4               | KRC Genk                                    |
| ------------------- | ----------------- | ------------------------------------------- |
| Vágner Love 74' 86' | (0–1) Jegyzőkönyv | Samatta 23' 70' Ndongala 81' Piotrowski 83' |

| Vodafone Park, Isztambul Játékvezető: Daniel Stefański (lengyel) |

| 2018. november 8. 18:55 |

| Malmö FF      | 1–1               | Sarpsborg 08  |
| ------------- | ----------------- | ------------- |
| Antonsson 67' | (0–0) Jegyzőkönyv | Mortensen 63' |

| Swedbank Stadion, Malmö Játékvezető: Miroslav Zelinka (cseh) |

| 2018. november 8. 18:55 |

| KRC Genk  | 1–1               | Beşiktaş JK  |
| --------- | ----------------- | ------------ |
| Berge 87' | (0–1) Jegyzőkönyv | Quaresma 16' |

| Luminus Arena, Genk Játékvezető: Tobias Stieler (német) |

| 2018. november 29. 21:00 |

| Sarpsborg 08          | 2–3               | Beşiktaş JK                  |
| --------------------- | ----------------- | ---------------------------- |
| Muhammed 1' Heintz 6' | (2–0) Jegyzőkönyv | Lens 62' 90' Vágner Love 66' |

| Sarpsborg Stadion, Sarpsborg Játékvezető: Harald Lechner (osztrák) |

| 2018. november 29. 21:00 |

| Malmö FF                  | 2–2               | KRC Genk                 |
| ------------------------- | ----------------- | ------------------------ |
| Lewicki 65' Antonsson 67' | (0–1) Jegyzőkönyv | Pozuelo 42' Paintsil 53' |

| Swedbank Stadion, Malmö Játékvezető: Srđan Jovanović (szerb) |

| 2018. december 13. 18:55 (20:55 TRT) |

| Beşiktaş JK | 0–1               | Malmö FF      |
| ----------- | ----------------- | ------------- |
|             | (0–0) Jegyzőkönyv | Antonsson 51' |

| Vodafone Park, Isztambul Játékvezető: Luca Banti (olasz) |

| 2018. december 13. 18:55 |

| KRC Genk                                | 4–0               | Sarpsborg 08 |
| --------------------------------------- | ----------------- | ------------ |
| Gano 3' Paintsil 5' Berge 64' Aidoo 67' | (2–0) Jegyzőkönyv |              |

| Luminus Arena, Genk Játékvezető: Kovács István (román) |

### J csoport
| Hely. | Csapat               | M | Gy | D | V | G+ | G– | Gk  | P  | Továbbjutás                                |     | SEV | KRA | STL | AKH |
| ----- | -------------------- | - | -- | - | - | -- | -- | --- | -- | ------------------------------------------ | --- | --- | --- | --- | --- |
| 1.    | Sevilla FC           | 6 | 4  | 0 | 2 | 18 | 6  | +12 | 12 | Továbbjutott az egyenes kieséses szakaszba |     | —   | 3–0 | 5–1 | 6–0 |
| 2.    | FK Krasznodar        | 6 | 4  | 0 | 2 | 8  | 8  | 0   | 12 | Továbbjutott az egyenes kieséses szakaszba |     | 2–1 | —   | 2–1 | 2–1 |
| 3.    | Standard de Liège    | 6 | 3  | 1 | 2 | 7  | 9  | −2  | 10 |                                            |     | 1–0 | 2–1 | —   | 2–1 |
| 4.    | Akhisar Belediyespor | 6 | 0  | 1 | 5 | 4  | 14 | −10 | 1  |                                            | 2–3 | 0–1 | 0–0 | —   |     |

1. 1 2  Egymás elleni gólkülönbség: Sevilla +2, Krasznodar –2.

| 2018. szeptember 20. 18:55 |

| Sevilla FC                                              | 5–1               | Standard de Liège |
| ------------------------------------------------------- | ----------------- | ----------------- |
| Banega 8' 74' (11-esből) Vázquez 41' Ben Yedder 49' 70' | (2–1) Jegyzőkönyv | Djenepo 39'       |

| Estadio Ramón Sánchez Pizjuán, Sevilla Játékvezető: Gediminas Mažeika (litván) |

| 2018. szeptember 20. 18:55 (19:55 TRT) |

| Akhisar Belediyespor | 0–1               | FK Krasznodar |
| -------------------- | ----------------- | ------------- |
|                      | (0–1) Jegyzőkönyv | Claesson 26'  |

| Spor Toto Akhisar Stadium, Akhisar Játékvezető: Ville Nevalainen (finn) |

| 2018. október 4. 21:00 (22:00 MSK) |

| FK Krasznodar               | 2–1               | Sevilla FC         |
| --------------------------- | ----------------- | ------------------ |
| Pereyra 72' Okriashvili 88' | (0–1) Jegyzőkönyv | Kaboré 43' (öngól) |

| Krasznodar Stadion, Krasznodar Játékvezető: Martin Strömbergsson (svéd) |

| 2018. október 4. 21:00 |

| Standard de Liège     | 2–1               | Akhisar Belediyespor |
| --------------------- | ----------------- | -------------------- |
| Emond 17' Djenepo 40' | (2–1) Jegyzőkönyv | Ayık 32'             |

| Stade Maurice Dufrasne, Liège Játékvezető: Manuel Schüttengruber (osztrák) |

| 2018. október 25. 21:00 |

| Standard de Liège      | 2–1               | FK Krasznodar |
| ---------------------- | ----------------- | ------------- |
| Emond 47' Laifis 90+3' | (0–1) Jegyzőkönyv | Ari 39'       |

| Stade Maurice Dufrasne, Liège Játékvezető: Marco Guida (olasz) |

| 2018. október 25. 21:00 |

| Sevilla FC                                                                        | 6–0               | Akhisar Belediyespor |
| --------------------------------------------------------------------------------- | ----------------- | -------------------- |
| Mesa 7' Sarabia 9' (11-esből) Lukač 35' (öngól) Muriel 50' Promes 60' Mercado 67' | (3–0) Jegyzőkönyv |                      |

| Estadio Ramón Sánchez Pizjuán, Sevilla Játékvezető: Kevin Clancy (skót) |

| 2018. november 8. 18:55 (20:55 MSK) |

| FK Krasznodar                | 2–1               | Standard de Liège |
| ---------------------------- | ----------------- | ----------------- |
| Suleymanov 79' Wanderson 82' | (0–1) Jegyzőkönyv | Carcela 19'       |

| Krasznodar Stadion, Krasznodar Játékvezető: Alekszandar Sztavrev (macedón) |

| 2018. november 8. 18:55 (20:55 TRT) |

| Akhisar Belediyespor | 2–3               | Sevilla FC                                  |
| -------------------- | ----------------- | ------------------------------------------- |
| Manu 52' Ayık 78'    | (0–2) Jegyzőkönyv | Nolito 12' Muriel 38' Banega 87' (11-esből) |

| Spor Toto Akhisar Stadium, Akhisar Játékvezető: Benoît Millot (francia) |

| 2018. november 29. 18:55 (20:55 MSK) |

| FK Krasznodar        | 2–1               | Akhisar Belediyespor |
| -------------------- | ----------------- | -------------------- |
| Gazinsky 49' Ari 57' | (0–1) Jegyzőkönyv | Serginho 24'         |

| Krasznodar Stadion, Krasznodar Játékvezető: Ivaylo Stoyanov (bolgár) |

| 2018. november 29. 21:00 |

| Standard de Liège | 1–0               | Sevilla FC |
| ----------------- | ----------------- | ---------- |
| Djenepo 62'       | (0–0) Jegyzőkönyv |            |

| Stade Maurice Dufrasne, Liège Játékvezető: Daniel Siebert (német) |

| 2018. december 13. 18:55 |

| Sevilla FC                              | 3–0               | FK Krasznodar |
| --------------------------------------- | ----------------- | ------------- |
| Ben Yedder 5' 10' Banega 49' (11-esből) | (2–0) Jegyzőkönyv |               |

| Estadio Ramón Sánchez Pizjuán, Sevilla Játékvezető: Daniel Stefański (lengyel) |

| 2018. december 13. 18:55 (20:55 TRT) |

| Akhisar Belediyespor | 0–0         | Standard de Liège |
| -------------------- | ----------- | ----------------- |
|                      | Jegyzőkönyv |                   |

| Spor Toto Akhisar Stadium, Akhisar Játékvezető: Farkas Ádám (magyar) |

### K csoport
| Hely. | Csapat          | M | Gy | D | V | G+ | G– | Gk | P  | Továbbjutás                                |     | DKV | REN | AST | JAB |
| ----- | --------------- | - | -- | - | - | -- | -- | -- | -- | ------------------------------------------ | --- | --- | --- | --- | --- |
| 1.    | Dinamo Kijiv    | 6 | 3  | 2 | 1 | 10 | 7  | +3 | 11 | Továbbjutott az egyenes kieséses szakaszba |     | —   | 3–1 | 2–2 | 0–1 |
| 2.    | Rennes          | 6 | 3  | 0 | 3 | 7  | 8  | −1 | 9  | Továbbjutott az egyenes kieséses szakaszba |     | 1–2 | —   | 2–0 | 2–1 |
| 3.    | Asztana FK      | 6 | 2  | 2 | 2 | 7  | 7  | 0  | 8  |                                            |     | 0–1 | 2–0 | —   | 2–1 |
| 4.    | Baumit Jablonec | 6 | 1  | 2 | 3 | 6  | 8  | −2 | 5  |                                            | 2–2 | 0–1 | 1–1 | —   |     |

| 2018. szeptember 20. 18:55 |

| Rennes                             | 2–1               | Baumit Jablonec |
| ---------------------------------- | ----------------- | --------------- |
| Sarr 31' Ben Arfa 90+1' (11-esből) | (1–0) Jegyzőkönyv | Trávník 54'     |

| Roazhon Park, Rennes Játékvezető: Ole Hobber Nilsen (norvég) |

| 2018. szeptember 20. 18:55 (19:55 EEST) |

| Dinamo Kijiv                | 2–2               | Asztana FK                  |
| --------------------------- | ----------------- | --------------------------- |
| Tsyhankov 11' Harmash 45+1' | (2–1) Jegyzőkönyv | Aničić 21' Murtazayev 90+5' |

| Olimpiai Stadion, Kijev Játékvezető: Halis Özkahya (török) |

| 2018. október 4. 16:50 (20:50 ALMT) |

| Asztana FK                    | 2–0               | Rennes |
| ----------------------------- | ----------------- | ------ |
| Zaynutdinov 64' Tomasov 90+1' | (0–0) Jegyzőkönyv |        |

| Asztana Aréna, Asztana Játékvezető: Mattias Gestranius (finn) |

| 2018. október 4. 21:00 |

| Baumit Jablonec         | 2–2               | Dinamo Kijiv             |
| ----------------------- | ----------------- | ------------------------ |
| Hovorka 33' Trávník 81' | (1–2) Jegyzőkönyv | Tsyhankov 8' Harmash 14' |

| Stadion Střelnice, Jablonec nad Nisou Játékvezető: Sébastien Delferière (belga) |

| 2018. október 25. 21:00 |

| Baumit Jablonec | 1–1               | Asztana FK         |
| --------------- | ----------------- | ------------------ |
| Považanec 4'    | (1–1) Jegyzőkönyv | Pedro Henrique 11' |

| Stadion Střelnice, Jablonec nad Nisou Játékvezető: Robert Schörgenhofer (osztrák) |

| 2018. október 25. 21:00 |

| Rennes      | 1–2               | Dinamo Kijiv               |
| ----------- | ----------------- | -------------------------- |
| Grenier 41' | (1–1) Jegyzőkönyv | Kędziora 21' Buyalskyi 89' |

| Roazhon Park, Rennes Játékvezető: Bognár Tamás (magyar) |

| 2018. november 8. 16:50 (21:50 ALMT) |

| Asztana FK                       | 2–1               | Baumit Jablonec         |
| -------------------------------- | ----------------- | ----------------------- |
| Pedro Henrique 18' Postnikov 88' | (1–1) Jegyzőkönyv | Zaynutdinov 41' (öngól) |

| Asztana Aréna, Asztana Játékvezető: Vad István (magyar) |

| 2018. november 8. 18:55 (19:55 EET) |

| Dinamo Kijiv                            | 3–1               | Rennes         |
| --------------------------------------- | ----------------- | -------------- |
| Verbič 13' Mykolenko 68' Shaparenko 72' | (1–0) Jegyzőkönyv | Siebatcheu 89' |

| Olimpiai Stadion, Kijev Játékvezető: John Beaton (skót) |

| 2018. november 29. 16:50 (21:50 ALMT) |

| Asztana FK | 0–1               | Dinamo Kijiv |
| ---------- | ----------------- | ------------ |
|            | (0–1) Jegyzőkönyv | Verbič 29'   |

| Asztana Aréna, Asztana Játékvezető: Ivan Bebek (horvát) |

| 2018. november 29. 21:00 |

| Baumit Jablonec | 0–1               | Rennes      |
| --------------- | ----------------- | ----------- |
|                 | (0–0) Jegyzőkönyv | Grenier 55' |

| Stadion Střelnice, Jablonec nad Nisou Játékvezető: Tiago Martins (portugál) |

| 2018. december 13. 18:55 |

| Rennes       | 2–0               | Asztana FK |
| ------------ | ----------------- | ---------- |
| Sarr 68' 73' | (0–0) Jegyzőkönyv |            |

| Roazhon Park, Rennes Játékvezető: Serdar Gözübüyük (holland) |

| 2018. december 13. 18:55 (19:55 EET) |

| Dinamo Kijiv | 0–1               | Baumit Jablonec |
| ------------ | ----------------- | --------------- |
|              | (0–1) Jegyzőkönyv | Doležal 10'     |

| Olimpiai Stadion, Kijev Játékvezető: Vilhjálmur Thórarinsson (izlandi) |

### L csoport
| Hely. | Csapat        | M | Gy | D | V | G+ | G– | Gk | P  | Továbbjutás                                |     | CHL | BATE | VID | PAOK |
| ----- | ------------- | - | -- | - | - | -- | -- | -- | -- | ------------------------------------------ | --- | --- | ---- | --- | ---- |
| 1.    | Chelsea       | 6 | 5  | 1 | 0 | 12 | 3  | +9 | 16 | Továbbjutott az egyenes kieséses szakaszba |     | —   | 3–1  | 1–0 | 4–0  |
| 2.    | BATE Bariszav | 6 | 3  | 0 | 3 | 9  | 9  | 0  | 9  | Továbbjutott az egyenes kieséses szakaszba |     | 0–1 | —    | 2–0 | 1–4  |
| 3.    | MOL Vidi      | 6 | 2  | 1 | 3 | 5  | 7  | −2 | 7  |                                            |     | 2–2 | 0–2  | —   | 1–0  |
| 4.    | PAÓK          | 6 | 1  | 0 | 5 | 5  | 12 | −7 | 3  |                                            | 0–1 | 1–3 | 0–2  | —   |      |

| 2018. szeptember 20. 18:55 (19:55 EEST) |

| PAÓK | 0–1               | Chelsea    |
| ---- | ----------------- | ---------- |
|      | (0–1) Jegyzőkönyv | Willian 7' |

| Túmbasz Stadion, Szaloniki Játékvezető: Alberto Undiano Mallenco (spanyol) |

| 2018. szeptember 20. 18:55 |

| MOL Vidi | 0–2               | BATE Bariszav              |
| -------- | ----------------- | -------------------------- |
|          | (0–1) Jegyzőkönyv | Tuominen 27' Filipenko 85' |

| Groupama Aréna, Budapest Játékvezető: Mads-Kristoffer Kristoffersen (dán) |

| 2018. október 4. 21:00 (22:00 FET) |

| BATE Bariszav      | 1–4               | PAÓK                                    |
| ------------------ | ----------------- | --------------------------------------- |
| Crespo 61' (öngól) | (0–3) Jegyzőkönyv | Prijović 6' Léo Jabá 11' 17' Pelkas 73' |

| Borisov Arena, Bariszav Játékvezető: Robert Schörgenhofer (osztrák) |

| 2018. október 4. 21:00 (20:00 BST) |

| Chelsea    | 1–0               | MOL Vidi |
| ---------- | ----------------- | -------- |
| Morata 70' | (0–0) Jegyzőkönyv |          |

| Stamford Bridge, London Játékvezető: Miroslav Zelinka (cseh) |

| 2018. október 25. 21:00 (20:00 BST) |

| Chelsea                | 3–1               | BATE Bariszav |
| ---------------------- | ----------------- | ------------- |
| Loftus-Cheek 2' 8' 54' | (2–0) Jegyzőkönyv | Ryas 80'      |

| Stamford Bridge, London Játékvezető: Paolo Mazzoleni (olasz) |

| 2018. október 25. 21:00 (22:00 EEST) |

| PAÓK | 0–2               | MOL Vidi               |
| ---- | ----------------- | ---------------------- |
|      | (0–2) Jegyzőkönyv | Huszti 12' Stopira 45' |

| Túmbasz Stadion, Szaloniki Játékvezető: Ievgenii Aranovskyi (ukrán) |

| 2018. november 8. 18:55 (20:55 FET) |

| BATE Bariszav | 0–1               | Chelsea    |
| ------------- | ----------------- | ---------- |
|               | (0–0) Jegyzőkönyv | Giroud 53' |

| Borisov Arena, Bariszav Játékvezető: Nikola Dabanović (montenegrói) |

| 2018. november 8. 18:55 |

| MOL Vidi    | 1–0               | PAÓK |
| ----------- | ----------------- | ---- |
| Milanov 50' | (0–0) Jegyzőkönyv |      |

| Groupama Aréna, Budapest Játékvezető: Ali Palabıyık (török) |

| 2018. november 29. 18:55 (20:55 FET) |

| BATE Bariszav            | 2–0               | MOL Vidi |
| ------------------------ | ----------------- | -------- |
| Signevich 22' Ivanić 85' | (1–0) Jegyzőkönyv |          |

| Borisov Arena, Bariszav Játékvezető: Carlos del Cerro Grande (spanyol) |

| 2018. november 29. 21:00 (20:00 GMT) |

| Chelsea                                   | 4–0               | PAÓK |
| ----------------------------------------- | ----------------- | ---- |
| Giroud 27' 37' Hudson-Odoi 60' Morata 78' | (2–0) Jegyzőkönyv |      |

| Stamford Bridge, London Játékvezető: Kristo Tohver (észt) |

| 2018. december 13. 18:55 (19:55 EET) |

| PAÓK         | 1–3               | BATE Bariszav                              |
| ------------ | ----------------- | ------------------------------------------ |
| Prijović 59' | (0–3) Jegyzőkönyv | Skavysh 18' Signevich 42' (11-esből) 45+1' |

| Túmbasz Stadion, Szaloniki Játékvezető: Tobias Welz (német) |

| 2018. december 13. 18:55 |

| MOL Vidi                    | 2–2               | Chelsea                |
| --------------------------- | ----------------- | ---------------------- |
| Ampadu 32' (öngól) Nego 56' | (1–1) Jegyzőkönyv | Willian 30' Giroud 75' |

| Groupama Aréna, Budapest Játékvezető: Alekszandar Sztavrev (macedón) |